# Scheitelbrechwert
Mit dem Scheitelbrechwert kann die optische Wirkung von Brillengläsern angegeben werden. Beim Scheitelbrechwert handelt es sich um den Kehrwert der Schnittweite, also des Abstands des Brennpunktes vom Scheitel eines Brillenglases. Der Scheitelbrechwert wird üblicherweise in der Einheit Dioptrie angegeben.
Für die bei der Beschreibung optischer Systeme naheliegenden Größen Brennweite bzw. Brechkraft muss der Abstand des Brennpunktes von der jeweiligen Hauptebene gemessen werden. Deren Lage ist aber bei Brillengläsern von der Mitte zur stärker gekrümmten Fläche verschoben und nicht genau bekannt. Mit dem Brillenglasscheitel ist ein einfacher Bezugspunkt gegeben, der Scheitelbrechwert kann dann mit Hilfe eines Scheitelbrechwertmessers über die Messung der Schnittweite bestimmt werden.